# ملعب 20 أغسطس 1955 (برج بوعريريج)
ملعب 20 أغسطس 1955 هو ملعب لكرة القدم يقع في مدينة برج بوعريريج الجزائرية. وهو مكان تدريب نادي أهلي برج بوعريريج.